# Shuffle Chess
Shuffle Chess ist ein Vorläufer der Chess960-Schachvariante, auch als Fischer-Random-Chess bezeichnet.
Der Unterschied zum Fischer-Random-Chess besteht darin, dass keinerlei Regeln gelten, wie der König und der Turm für eine Rochade aufgestellt sein müssen. Es gibt verschiedene Ausprägungen des Shuffle Chess. So kann der König in einer Ecke zu stehen kommen, oder die Läufer einer Seite stehen gar beide auf derselben Feldfarbe. Eine Rochade ist in dieser Spielart höchstens dann möglich, falls der König und mindestens einer der beiden Türme die gleichen Felder wie im traditionellen Schach zugewiesen bekommen (e1 und e8 für den König und a1 und a8 und/oder h1 und h8 für einen der Türme).